# 米歇尔·多尔蒂
米歇尔·凯伦·多尔蒂，FRS CBE FRAS（1962年—），英国天文学家，伦敦帝国学院空间物理学教授。